# Jahor Herassimau
Jahor Herassimau (belarussisch Ягор Герасімаў, engl. Transkription Egor Gerasimov; * 11. November 1992 in Minsk) ist ein belarussischer Tennisspieler.

## Karriere
Jahor Herassimau spielt hauptsächlich auf der ATP Challenger Tour und der ITF Future Tour. Er feierte bislang zwei Einzel- und vier Doppelsiege auf der Future Tour sowie einen Doppelsieg auf der Challenger Tour. Zum 18. August 2014 durchbrach er erstmals die Top 200 der Weltrangliste im Einzel und seine höchste Platzierung war ein 164. Rang im Februar 2016. Sein Debüt im Einzel auf der ATP World Tour gab er im September 2014 bei den Shenzhen Open, wo er bereits in der Auftaktrunde gegen Thanasi Kokkinakis in zwei Sätzen verlor.
Jahor Herassimau spielt seit 2013 für die belarussische Davis-Cup-Mannschaft. Für diese trat er in drei Begegnungen an, wobei er im Einzel eine Bilanz von 3:2 und im Doppel eine Bilanz von 1:0 aufzuweisen hat.

## Erfolge
| Legende (Anzahl der Siege)  |
| Grand Slam                  |
| ATP World Tour Finals       |
| ATP World Tour Masters 1000 |
| ATP World Tour 500          |
| ATP World Tour 250          |
| ATP Challenger Tour (7)     |

### Einzel

#### Turniersiege
| Nr. | Datum             | Turnier      | Belag         | Finalgegner        | Ergebnis          |
| --- | ----------------- | ------------ | ------------- | ------------------ | ----------------- |
| 1.  | 15. November 2015 | Bratislava   | Hartplatz (i) | Lukáš Lacko        | 7:61, 7:65        |
| 2.  | 2. April 2017     | Saint-Brieuc | Hartplatz (i) | Tobias Kamke       | 7:63, 7:65        |
| 3.  | 13. Mai 2017      | Qarshi (1)   | Hartplatz     | Cem İlkel          | 6:3, 7:64         |
| 4.  | 23. Juli 2017     | Astana       | Hartplatz     | Michail Kukuschkin | 7:69, 4:6, 6:4    |
| 5.  | 12. Mai 2018      | Qarshi (2)   | Hartplatz     | Sjarhej Betau      | 7:63, 2:0 Aufgabe |
| 6.  | 7. Juli 2019      | Recanati     | Hartplatz     | Roberto Marcora    | 6:2, 7:5          |

#### Finalteilnahmen
| Nr. | Datum           | Turnier | Belag     | Finalgegner | Ergebnis       |
| --- | --------------- | ------- | --------- | ----------- | -------------- |
| 1.  | 8. Februar 2020 | Pune    | Hartplatz | Jiří Veselý | 6:72, 7:5, 3:6 |

### Doppel

#### Turniersiege
| Nr. | Datum            | Turnier   | Belag     | Partner              | Finalgegner                      | Ergebnis          |
| --- | ---------------- | --------- | --------- | -------------------- | -------------------------------- | ----------------- |
| 1.  | 22. Februar 2015 | Neu-Delhi | Hartplatz | Alexander Kudrjawzew | Riccardo Ghedin Toshihide Matsui | 6:75, 6:4, [10:6] |

## Abschneiden bei Grand-Slam-Turnieren

### Einzel
| Turnier         | 2014 | 2015 | 2016 | 2017 | 2018 | 2019 | 2020 | 2021 | 2022 | 2023 | Karriere |
| --------------- | ---- | ---- | ---- | ---- | ---- | ---- | ---- | ---- | ---- | ---- | -------- |
| Australian Open | Q1   | —    | Q2   | —    | —    | Q1   | 2    | 2    | 1    | Q1   | 2        |
| French Open     | —    | —    | Q1   | —    | Q1   | Q1   | 1    | 1    | Q2   | Q1   | 1        |
| Wimbledon       | —    | —    | —    | Q1   | Q1   | Q1   |      | 2    | —    | Q1   | 2        |
| US Open         | Q1   | —    | Q1   | Q2   | Q2   | 2    | 2    | 1    | —    | Q1   | 2        |

Zeichenerklärung: S = Turniersieg; F, HF, VF, AF = Einzug ins Finale / Halbfinale / Viertelfinale / Achtelfinale; 1, 2, 3 = Ausscheiden in der 1. / 2. / 3. Hauptrunde; Q1, Q2, Q3 = Ausscheiden in der 1. / 2. / 3. Qualifikationsrunde; nicht ausgetragen